# Tony Haygarth
Anthony "Tony" Haygarth, född 4 februari 1945 i Liverpool, Merseyside, död 10 mars 2017 i Royal Tunbridge Wells, Kent, var en brittisk skådespelare.

## Rollista i urval
- 1971 – Sammansvärjningen
- 1976 – Jag, Claudius (TV-serie) (2 avsnitt)
- 1978 – Förintelsen (TV-serie) (4 avsnitt)
- 1979 – Greve Dracula
- 1980 – McVicar
- 1982 – Brittiska sjukan
- 1982 – Ivanhoe (TV-film)
- 1984 – Svinaktiga affärer
- 1985 – Frankensteins brud
- 1985 – Ursäkta, vad är klockan?
- 1987 – En månad på landet
- 1992 – Ett fall för Frost (TV-serie) (1 avsnitt)
- 1995 – Kavanagh QC (TV-serie) (1 avsnitt)
- 1996 – Kommissarie Morse (TV-serie) (1 avsnitt)
- 2000 – Don Quijote
- 2000 – Flykten från hönsgården (röst)
- 2001, 2012 – Morden i Midsomer (TV-serie) (3 avsnitt)
- 2003 – Hornblowers äventyr (TV-film)
- 2003 – The Mayor of Casterbridge (miniserie)
- 2005 – Bleak House (TV-serie) (3 avsnitt)
- 2011 – Kommissarie Gently (TV-serie) (1 avsnitt)